# Jean Guéhenno
Jean Guéhenno, eigentlich Marcel-Jules-Marie Guéhenno (* 25. März 1890 in Fougères; † 22. September 1978 in Paris), war ein französischer Pädagoge, Journalist und Schriftsteller, Mitglied der Académie française, der humanistische und sozialistische Positionen vertrat. Er machte hauptsächlich mit Essays, einer umfangreichen Rousseau-Biographie und autobiographischen Schriften auf sich aufmerksam. Neben Jean-Jacques Rousseau beeinflussten ihn vor allem Jules Michelet und Ernest Renan. Seine wichtigsten Werke werden in Frankreich nach wie vor aufgelegt; mehrere wurden auch ins Deutsche und Japanische übersetzt.

## Leben und Werk
Guéhenno wuchs in der Bretagne auf. Als Sohn einer Näherin und eines Schuhmachers musste er aus finanziellen Gründen mit 14 die Schule abbrechen, schaffte es dann jedoch, sich ein Hochschulstudium durch Arbeit in einer Schuhfabrik selbst zu finanzieren. Da im damaligen Frankreich eine höhere Bildung in der Regel nur Sprösslingen von Aristokraten und Wohlhabenden zukam, war dies ein ungewöhnlicher Werdegang. Er sorgte mit dafür, dass Guéhenno zeitlebens für Chancengleichheit und Gerechtigkeit eintrat. In der Kehrseite macht er allerdings auch verständlich, warum Guéhenno „Montaigne zum Revolutionär erklärte“ und zu der Überzeugung kam, akzeptablere gesellschaftliche Verhältnisse seien nur unter Führung „einer moralischen Aristokratie, die staatstragend sein sollte“, zu erreichen.
1914 zum Kriegsdienst einberufen, wurde der junge Bretone im März 1915 schwer verwundet. Nach seiner Genesung war er Lehrer für Kriegsblinde, bei Kriegsende Offizier – freilich auch Pazifist. Mit der Agrégation de Lettres unterrichtet er an diversen Gymnasien, dabei von 1927 bis 1944 in Paris. Daneben wendet er sich dem Journalismus zu. Von 1928 bis 1934 ist er Redakteur der Zeitschrift Europe.
In ihr wird auch die Petition von 1927 gegen das „Gesetz über die allgemeine Organisation der Nation in Zeiten des Krieges“ veröffentlicht, die Guéhenno neben Alain, Louis Guilloux, Jules Romains und vielen anderen kritischen Kulturschaffenden unterzeichnet. Sich verschärfende Differenzen mit den in Europe dominierenden Anhängern des sowjetischen Kommunismus veranlassen Guéhenno jedoch dazu, 1934 gemeinsam mit André Chamson (der es leiten wird) das Wochenblatt Vendredi (Freitag) zu gründen, das sich allerdings nur bis 1938 hält. Er schreibt zudem für Les Lettres françaises, Le Figaro und Le Figaro Littéraire – seine Bücher nicht zu vergessen.

### Brüder im Geiste
Guéhennos erstes Buch kam 1927 heraus. Es beschäftigt sich mit dem Historiker Jules Michelet, den er – laut Koenraad Geldorf – als Bruder im Geiste erachtete: Abscheu vor den privilegierten Intellektuellen; ambivalente Haltung zur Kultur; Achtung vor dem Volk und dessen Alltagsbewältigung; schließlich die Weigerung, Politik und Philosophie vom Persönlichen zu trennen. Vom Pazifismus rückt Guéhenno unter dem Eindruck des deutschen Besatzungsregimes wieder ab. Er greift jedoch nicht mehr selber zum Gewehr; vielmehr schreibt er für wichtige Blätter der Résistance (wofür er später, im März 1947, eine Medaille erhalten wird). Zudem beginnt er in dieser finsteren Zeit mit seinem auf drei Bände anschwellenden Rousseau.
Nach der Befreiung wird er im Regierungsauftrag Generalinspekteur für öffentliche Erziehung, Sachgebiet Literatur und Grammatik. Das Amt (1945–61) ist mit Auslandsreisen nach Afrika und Amerika verbunden, die sich (wie schon die Untergrundarbeit für die Resistance) in einigen Büchern niederschlagen. Guéhennos erste Frau Jeanne Maurel (Heirat 1916) starb schon 1933 an einer schweren Krankheit. Mit ihr hatte er Tochter Louise. 1946 heiratet er Annie Rospabé, die 1949 den Sohn Jean-Marie zur Welt bringt. Guéhenno stirbt 1978.

## Auszeichnungen
- Prix des Ambassadeurs (für Rousseau) 1953
- Grand prix littéraire de la ville de Paris (für das Gesamtwerk) 1955
- Berufung auf Stuhl 6 der Académie française 1962[3]
- Prix mondial Cino Del Duca 1973
- Nach Guéhenno sind eine Straße in Rennes sowie Gymnasien in Fougères, Saint-Amand-Montrond, Flers, Vannes und ein College in Lambesc (bei Marseille) benannt[4]

## Werke
- L'évangile éternel: Etude sur Michelet, Studie über Michelet, Verlag Grasset, 1927
- Caliban parle (Caliban spricht), Grasset, 1928[5]
- Conversion à l'humain, Grasset, 1931
- Journal d'un homme de 40 ans, Grasset, 1934, deutsch Ein Mann von 40 Jahren: Tagebuch, Zürich 1936 (autobiographisch, in mehrere Sprachen übersetzt)
- Jeunesse de la France (Jugend Frankreichs), Grasset, 1936
- Journal d'une révolution, Grasset, 1939 (Zeit der Volksfront)
- Dans la prison (Im Gefängnis), Éditions de Minuit, 1944 (Besatzung, Widerstand)
- La France dans le monde (Frankreich in der Welt), Éditions de la Liberté, 1946
- Journal des années noires 1940 – 1944 (Journal der Schwarzen Jahre), Gallimard, 1947 (Besatzung, Widerstand)
  - Englische Übers.: Diary of the Dark Years, 1940-1944. Oxford University Press, 2014
- Jean-Jacques, en marge des "Confessions": 1712-1750 (Rousseau), Band I, Grasset, 1948
- La Part de la France, Éditions du Mont-Blanc, Schweiz 1949
- Jean-Jacques: Roman et vérité, 1750-1758, Rousseau Band II, Grasset, 1950
- Jean-Jacques, 1758-1778: Grandeur et misère d'un esprit, Rousseau Band III, Grasset, 1952
- Voyages, tournée américaine, tournée africaine, Reiseschilderungen, Gallimard, 1952
- Aventures de l'esprit (Abenteuer des Geistes), Gallimard, 1954
- La France et les noirs (Frankreich und die Schwarzen), Gallimard, 1954
- La Foi difficile (Der schwierige Glaube), Grasset, 1957 (autobiographisch)
- Sur le chemin des hommes (Auf den Spuren der Menschheit), Grasset, 1959
- Changer la vie: Mon enfance et ma jeunesse (Kindheit und Jugend), Grasset, 1961 (autobiographisch)
- Notes, Éditions Estienne, 1963
- Ce que je crois (Was ich glaube), Grasset, 1964
- La Mort des autres (Der Tod der Anderen), Grasset, 1968
- Caliban et Prospero: Suivi d'autres essais, Gallimard, 1969
- Carnets du vieil écrivain (Aufzeichnungen eines alten Schriftstellers), Grasset, 1971
- L'Indépendance de l'esprit: Correspondance entre Jean Guéhenno et Romain Rolland, 1919-1944, Briefwechsel mit Romain Rolland, Albin Michel, 1975
- Dernières lumières, derniers plaisirs (Letzte Erleuchtungen, letzte Freuden), Grasset, 1977 (zusammenfassend über Leben und Gedanken)

posthum veröffentlicht
- Entre le passé et l'avenir: Barrès, Descartes, Diderot, Gide, Goethe, Hugo, Jaurès, Lawrence, Lénine, Malraux, Mann, Marx, Montherlant, Nietzsche, Péguy, Trotski (Zwischen Vergangenheit und Zukunft), Grasset, 1979
- (Mit Pierre Citron und Jean Giono) Correspondance 1928-1969, Seghers, 1991
- Jean Guéhenno et Monsieur Gide: Textes d'André Gide et de Jean Guéhenno, Ouest éditions (Nantes), 1993
- Jean Guéhenno – Louis Guilloux: Correspondance 1927-1967. Les paradoxes d’une amitié, Verlag La Part Commune, 2011